# Erwin Schneider
Erwin Schneider (1910 - 1998) was een Zwitsers politicus.
Schneider was lid van de Sociaaldemocratische Partij van Zwitserland (SP). Hij was ook lid van de Regeringsraad van het kanton Bern.
Schneider was van 1 juni 1964 tot 31 mei 1965 en van 1 juni 1971 tot 31 mei 1972 voorzitter van de Regeringsraad van het kanton Bern.